# Prionoxystus
Prionoxystus is een geslacht van vlinders uit de familie van de Houtboorders (Cossidae), uit de onderfamilie van de Cossinae. De wetenschappelijke naam en de beschrijving van dit geslacht zijn voor het eerst gepubliceerd in 1882 door Augustus Radcliffe Grote.

## Soorten
- P. macmurtrei (Guérin-Meneville, 1829)
- P. piger (Grote, 1865)
- P. robiniae (Peck, 1818)